# شهرستان کاشینسکی
شهرستان کاشینسکی (به لاتین: Kashinsky District) یک شهرستان در روسیه است که در استان تور واقع شده‌است.